# Arthur Murphy
Arthur Murphy, noto anche con lo pseudonimo di Charles Ranger (Clooniquin, 27 dicembre 1727 – Knightsbridge, 18 giugno 1805), è stato uno scrittore irlandese.

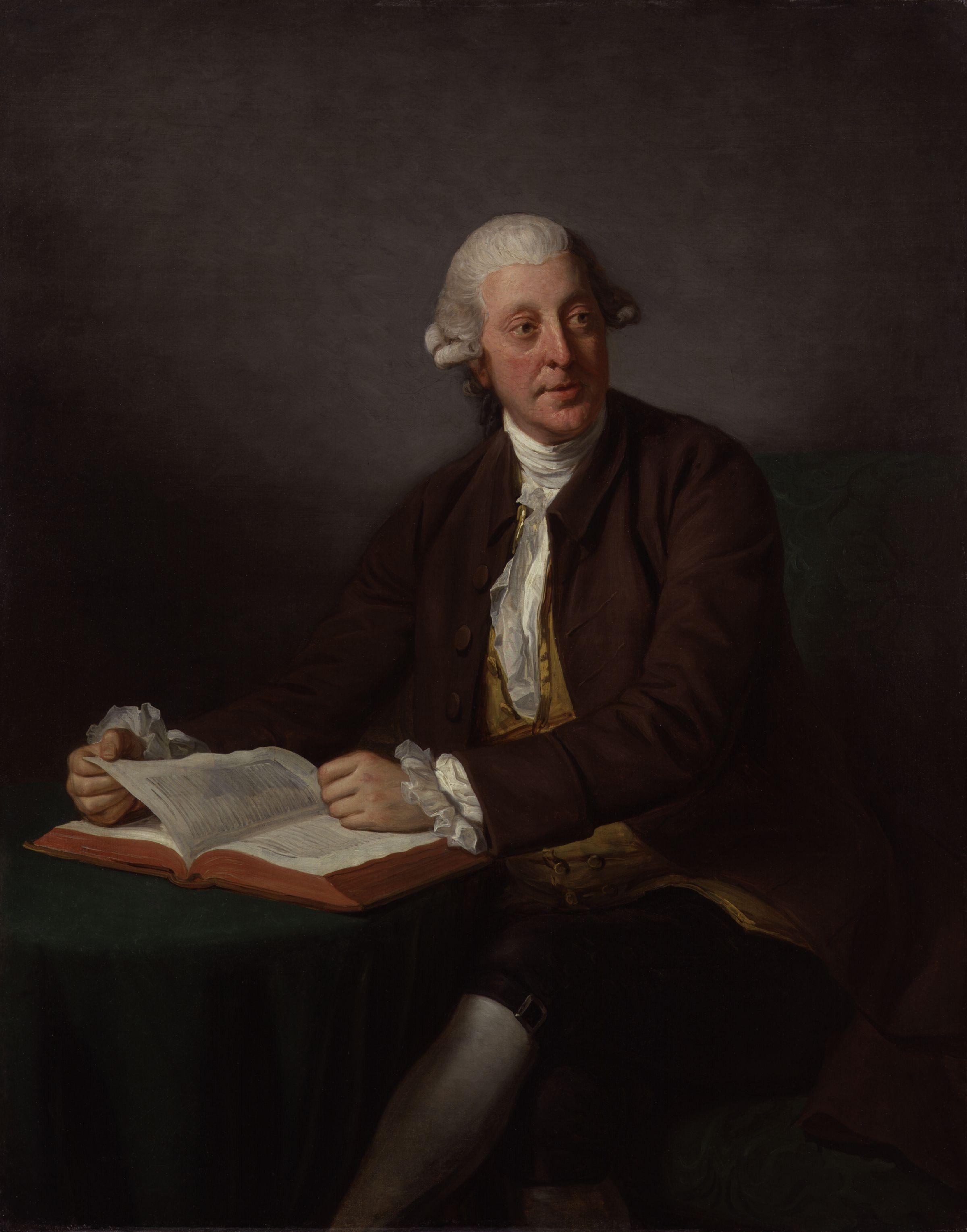
Arthur Murphy ritratto da Nathaniel Dance-Holland nel 1777

Nacque a Clooniquin, Contea di Roscommon, Irlanda, da Richard Murphy e Jane French. Studiò in Francia, a Saint-Omer, presso l'omonimo collegio cattolico inglese. Murphy svolse varie attività, tra le quali: avvocato, giornalista, attore e commediografo, Fra il 1752 e il 1754 pubblicò il  Gray Inn Journal. Come amico di vecchia data di Henry Thrale, egli presentò Samuel Johnson ai coniugi Thrale nel gennaio del 1765. Nel 1803 fu nominato Curatore Fallimentare. 
Murphy è meglio conosciuto per le sue tre biografie: An Essay on the Life and Genius of Samuel Johnson del 1792, Fielding's Works del 1762 e Life of David Garrick del 1801. Si ritiene che Murphy abbia coniato il termine giuridico "wilful misconstruction"(interpretazione errata intenzionale) nell'appello della causa Donaldson v. Becket davanti alla House of Lords nel 1774 contro il possesso perpetuo del diritto d'autore. Murphy morì a Knightsbridge, Londra e fu sepolto a Hammersmith, Londra.
Il Dr.  Jesse Foote ne scrisse una biografia nel 1811. Nathaniel Dance-Holland dipinse un ritratto di Murphy conservato presso l'Irish National Portrait Collection.

## Commediografia di Murphy

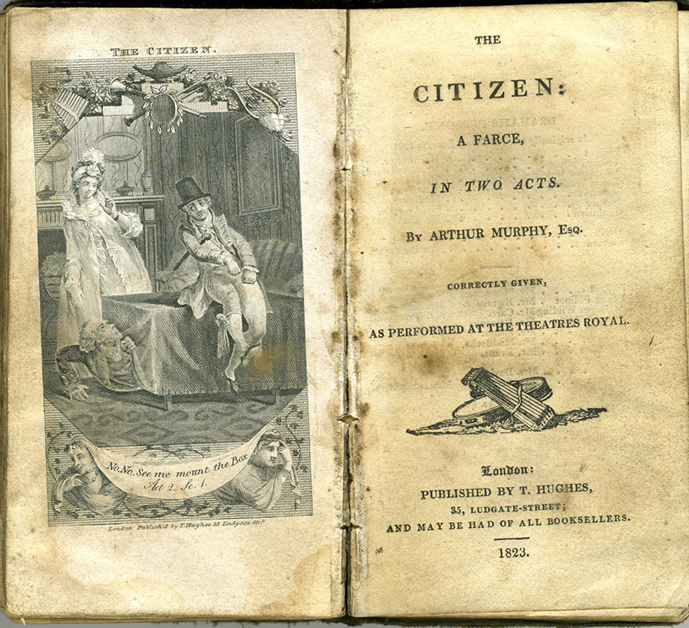
Frontespizio e seconda di copertina con scena di The Citizen (1761) da una edizione del 1823.

Un tipico esempio degli scritti teatrali di Murphy è The Citizen, una farsa in due atti, rappresentata nel 1761 al Drury Lane.
Philpot, un benestante spilorcio, ha patteggiato con Sir Jasper Wilding, un'amante della caccia alla volpe, per le nozze di suo figlio, Young Philpot, uno zerbinotto perdigiorno con la figlia di Wilding, Maria, e per le nozze di sua figlia Sally con il figlio di Wilding, quattro insediamenti e ventimila sterline da versare a Sir Jasper. Young Philpot ha perso una fortuna ma si fa prestare i soldi dal padre e si imbarca in una frode assicurativa su merce proveniente da naufragi. Maria decide di sposare Beaufort, che la ama.
Allorché Young Philpot prova a chierle di sposarlo, ella lo convince che lei è mezza scema e così lui la rifiuta. Nel secondo atto, Philpot senior va a far visita a Corinna, una donna di facili costumi, ma si deve nascondere sotto al tavolo quando arriva suo figlio in cerca della donna. Egli ascolta Young Philpot che riferisce alla donna di come ha sottratto con un tranello i soldi al padre. Il fratello di Maria sopraggiunge all'improvviso facendo scoprire anche la presenza del padre di Young Philpot, con reciproca vergogna dei due.
Nella scena finale Sir Jasper assistito da un avvocato ottiene da Philpot la firma di un atto scritto dei precedenti accordi verbali, ma nel frattempo Maria, una ragazza istruita, mostra ancora il suo forte carattere a Young Philpot e questi di nuovo rinuncia a chiederla in sposa. Il vecchio Philpot avendo ceduto per iscritto i suoi diritti di proprietà si offre di sposare Maria, ma l'avvocato si rivela essere Beaufort e spiega di aver scambiato le scritture da firmare, in modo che Philpot ha involontariamente firmato il contratto matrimoniale fra Maria e Beaufort.

## Opere

### Drammi
Tutte le date si riferiscono alla prima rappresentazione, salvo diversamente specificato.
- The Apprentice (1756)
- The Upholsterer (1758)
- The Orphan of China (1759), tragedia (traduzione di L'Orphelin de la Chine (1755) di Voltaire, che a sua volta era una traduzione di una tragedia cinese Orphan of Zhao)
- The Way to Keep Him (1760), commedia
- The Desert Island (1760), dramma in versi
- The Citizen (1761)
- All in the Wrong (1761), commedia
- The Old Maid (1761)
- No One's Enemy But His Own (1764)
- Three Weeks After Marriage (1764)
- The Choice (1764)
- The School for Guardians (1767)
- Zenobia (1768), tragedia
- The Grecian Daughter (1772), tragedia
- Alzuma (1773), tragedia
- News from Parnassus, A Prelude (1776)
- Know Your Own Mind (1777), commedia
- The Rival Sisters (tragedia scritta nel 1783)

### Biografie
- Fielding's Works (1762)
- An Essay on the Life and Genius of Samuel Johnson (1792)
- Life of David Garrick (1801)